# Felix Reda
Felix Reda, född Julia 30 november 1986 i Bonn, är en tysk politiker i Piratpartiet. Han var i valperioden 2014-2019 ledamot av Europaparlamentet, där han verkade i Gröna Gruppen utifrån partisammanslutningen Europeiska Piratpartiets valprogram. Han var i parlamentet vice gruppledare för Gruppen De gröna/Europeiska fria alliansen.
Reda har även varit ordförande för Young Pirates of Europe, den samlande ungdomsorganisationen för de europeiska piratpartierna.

## Politisk karriär
Reda blev medlem i Tyska Socialdemokraterna vid 16 års ålder. Han studerade politik och marknadsföring vid Mainz universitet. 2009 började Reda engagera sig inom Piratpartiet, och åren 2012–12 var han ordförande för partiets ungdomsförbund, Ung Pirat (Junge Piraten). 2013 var Reda medgrundare av Young Pirates of Europe. I januari 2014 valdes han till Piratpartiets förstakandidat inför Europaparlamentsvalet 2014, där partiet vann ett mandat.
I Europaparlamentet anslöt sig Reda till Gruppen De gröna/Europeiska fria alliansen, som svenska Piratpartiet tidigare suttit i. Han var ordinarie ledamot av Utskottet för medborgerliga fri- och rättigheter samt rättsliga och inrikes frågor samt suppleant i både utskottet för den inre marknaden och konsumentskydd och det för framställningar. Han verkade dessutom inom Styrgruppen för den Digitala Agendan, en tvärpolitisk grupp med ledamöter från olika partier.

## Reformering av upphovsrätten

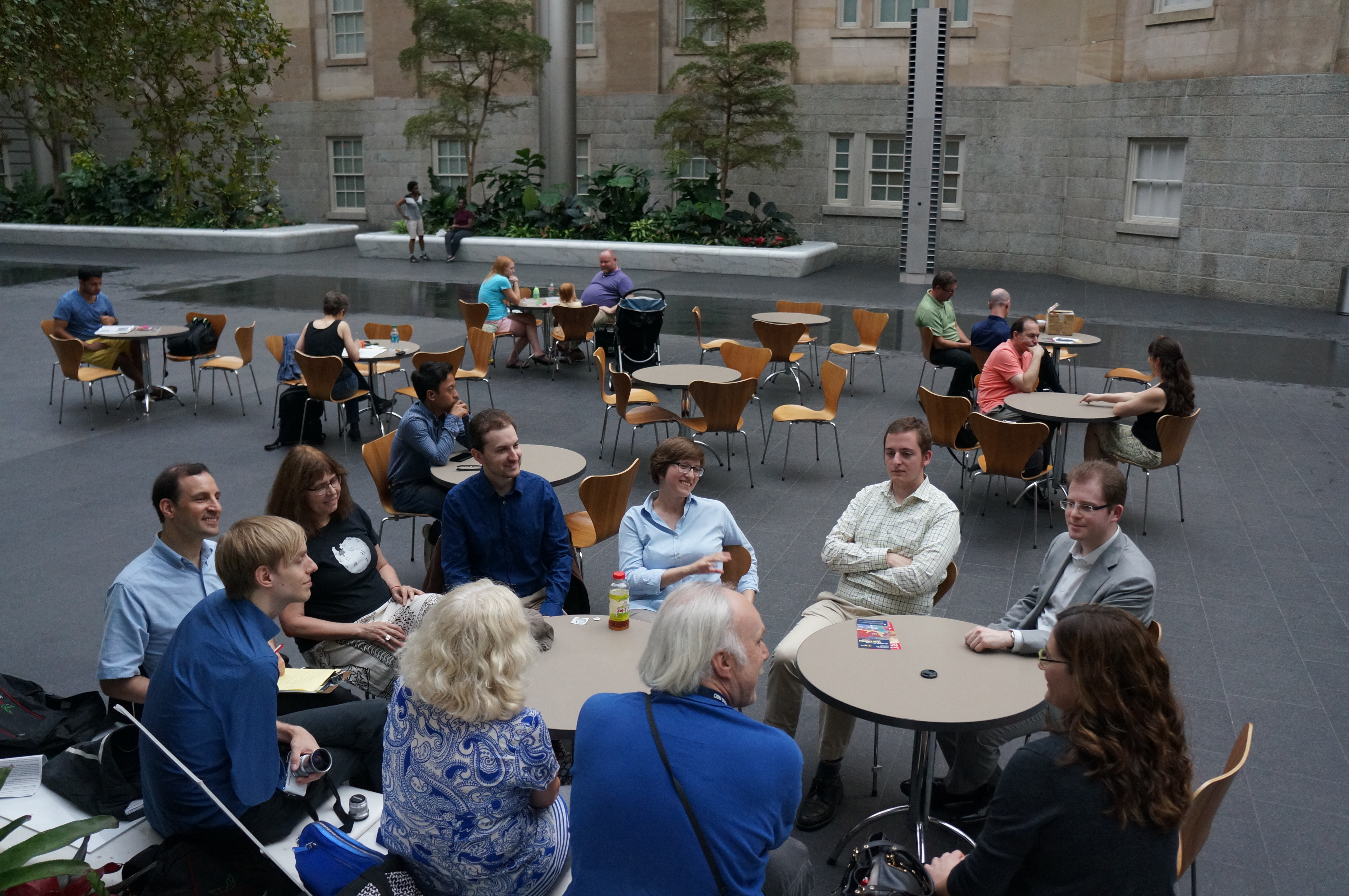
Felix Reda vid ett informellt möte i Washington, DC angående upphovsrättsliga frågor i USA.

Felix Reda hade en reformering av upphovsrätten som sitt fokus under  mandatperioden (2014–2019). I november 2014 utsågs Reda till föredragande för parlamentets översyn av 2001 års Infosoc-direktiv. Hans rapportutkast rekommenderade en landsöverskridande harmonisering av undantagsreglerna för upphovsrätten, en förkortning av upphovsrättens längd i år, breda undantag för utbildningsändamål och ett stärkande av upphovsmannens position i förhållande till förläggare.
Reaktionerna från inblandade parter var blandade. Den tyska konstnärskoalitionen Initiative Urheberrecht välkomnade i stora drag utkastet, medan den franska förvaltningsorganisationen SACD menade att den var "oacceptabel". Upphovsrättsaktivisten Cory Doctorow tyckte att förslagen var "fantastiskt vettiga" ("amazingly sensible"), medan Amelia Andersdotter (tidigare parlamentsledamot för Svenska Piratpartiet) ansåg att de var för konservativa.
16 juni 2015 accepterades Redas förslag av det rättsliga utskottet, men först efter ett tillägg med en icke-kommersiell klausul (författad av Jean-Marie Cavada) som i praktiken skulle avskaffa panoramafriheten inom EU. Reda sa själv att detta inte var i linje med hans egna förslag.